# Picus chlorolophus
El pito crestigualdo (Picus chlorolophus) es una especie de ave piciforme de la familia  Picidae que vive en el sur de Asia.

## Descripción
El pito crestigualdo es una especie de porte grande, que mide 27 cm de largo. Su forma es la característica de los pájaros carpinteros. Su penacho es rojo en la parte frontal y se prolonga por la nuca y parte posterior del cuello que son amarillos. el resto de sus  partes superiores son verdes. La parte frontal de su cuello y pecho también son verdes, mientras que su vientre es blancuzco, con listas y vetas verde. Su obispillo y cola son negruzcas. 
Los machos adultos presentan la garganta blanca y bigoteras y listas superciliares rojas. Las hembras solo tienen una mancha roja sobre los oídos. Los juveniles tienen un aspecto similar al de las hembras pero de tonos más apafaos. La subespecie que ocupa la India península más grisácea.

## Distribución y hábitat
Presenta una distribución en una amplia zona del Asia tropical y subtropical, desde el subcontinente indio al sureste asiático; distribuido por la India, Bután, Nepal, Bangladés y Sri Lanka y hacia el este en Tailandia, Burma, Camboya, Laos, Indonesia, Malasia y Vietnam. 
Existen tres subespecies: 
- P. c. chlorolophus, la subespecie nominal presente en el Himalaya;
- P. c. chlorigaster la subespecie de la India peninsular;
- P. c. wellsi, del sudeste asiático.

## Comportamiento
Esta es una especie de la jungla que construye su nido en el hueco de un árbol, poniendo de 2 a 4 huevos blancos. Al igual que otros pájaros carpinteros, esta especie tienen un pico recto aguzado, una cola rígida para proveer apoyo contra los troncos de los árboles, y patas con zigodactilia, con dos dedos apuntando para adelante y dos para atrás. Puede disparar en forma rápida su larga lengua para capturar insectos.